# Episodi di Senjō no Valkyria -Gallian Chronicles-
Questa è la lista degli episodi di Senjō no Valkyria -Gallian Chronicles- (戦場のヴァルキュリア -Valkyria Chronicles-?, Senjō no Varukyuria -Valkyria Chronicles), serie televisiva anime tratta dal videogioco Valkyria Chronicles. La serie è stata prodotta dalla A-1 Pictures, diretta da Yasutaka Yamamoto e scritta da Michiko Yokote all'interno del Project Valkyria Group. La trasmissione è avvenuta dal 4 aprile al 26 settembre 2009 sui canali Animax, Tokyo MX, MBS, CBC, Chiba TV, TV Kanagawa, TV Hokkaido, BS11 e TVQ Kyushu Broadcasting.
Ambientata durante la seconda guerra europea tra l'autocratica Alleanza Imperiale e la democratica Federazione Atlantica, la storia si incentra sul fronte galliano, dove la piccola nazione di Gallia fronteggia l'invasione dell'Impero, interessato ad appropriarsi dei ricchi giacimenti di Ragnite della regione. Welkin Gunther, uno studente universitario figlio dell'eroe di guerra Belgen Gunther, Isara Gunther una brillante meccanica Darcsen e sorellastra di Welkin, e Alicia Melchiott, una fornaia e membro della guardia cittadina di Bruhl, vengono coinvolti nella guerra ed entrano a far parte della Squadra 7 della Milizia per liberare il loro paese dall'invasione straniera.
La colonna sonora dell'anime è stata scritta dallo stesso compositore delle musiche del gioco, Hitoshi Sakimoto. La serie adotta due sigle di apertura: dall'episodio 1 al 13 viene utilizzata Asu e no kizuna (明日へのキズナ? lett. "I legami che conducono al domani"), cantata da Himeka, mentre dalla puntata 14 si sente Kanashimi rensa (カナシミレンサ?) delle Maria. Le sigle di chiusura sono Ano kaze ni notte (アノ風ニノッテ?) dei pe'zmoku (ep. 1-13), Hitotsu no negai (ひとつの願い?), cantata da Hikari Inoue (ep. 14-25) e Brightest Morning cantata sempre da Inoue (ep. 26).

## Lista episodi
| Nº | Giapponese 「Kanji」 - Rōmaji | In onda           | In onda |
| Nº | Giapponese 「Kanji」 - Rōmaji | Giapponese        |         |
| 1  | 「戦火の出会い」 - Senka no deai | 4 aprile 2009     |         |
| 1  | Sotto la minaccia di un'imminente invasione imperiale, gli abitanti di Bruhl sono costretti ad evacuare la città. Alicia Melchiott, un membro della guardia cittadina di Bruhl, arresta Welkin Gunther con l'accusa di spionaggio, nonostante il ragazzo si dichiari innocente. Welkin riesce a fuggire e la ragazza, ancora convinta che si tratti di una spia imperiale, lo insegue. Durante l'inseguimento sono entrambi avvistati da esploratori imperiali, che aprono il fuoco su di loro. I due trovano rifugio presso la tenuta dei Gunther, nella campagna di Bruhl, dove incontrano la sorella adottiva di Welkin, Isara Gunther, che appartiene all'etnia Darcsen. Mentre si trovano nella residenza le truppe imperiali circondano la tenuta. |                   |         |
| 2  | 「コナユキソウの祈り」 - Konayukisō no inori | 11 aprile 2009    |         |
| 2  | Welkin, Isara e Alicia riescono a fuggire usando il carro armato sperimentale Edelweiss, costruito dal padre biologico di Isara, un ingegnere Darcsen. Si recano quindi a Bruhl, con l'esercito imperiale alle calcagna. La guardia cittadina tenta di rallentare l'avanzata del nemico per permettere l'evacuazione dei civili fino all'arrivo delle truppe regolari; tuttavia la loro mancanza di esperienza e l'equipaggiamento vecchio e malridotto le causano gravi perdite. Per dare modo ai membri della guardia cittadina di mettersi in salvo, Welkin e Isara attaccano quindi le truppe imperiali con l'Edelweiss, proprio mentre l'esercito di Gallia raggiunge Bruhl. Tuttavia, nonostante riesca a salvare i cittadini, l'esercito decide di non rischiare di riconquistare la città dal superiore esercito imperiale. A causa della cattura di Bruhl, Alicia e la sua amica Susie Evans si arruolano nella Milizia e scoprono che anche Welkin ha fatto lo stesso. |                   |         |
| 3  | 「第7小隊誕生」 - Dainana shōtai tanjō | 18 aprile 2009    |         |
| 3  | Welkin è promosso al grado di luogotenente e assegnato come comandante della Squadra 7, con Alicia come sergente e seconda in comando. I due fanno la conoscenza di Faldio Landzaat, un ex compagno di università di Welkin ed attuale comandante della Squadra 1. Welkin si presenta alla Squadra 7, ma i suoi nuovi subordinati lo trattano con freddezza, considerandolo ingenuo ed inesperto. Il reparto è impiegato al Vasel Bridge, punto strategico che collega la strada principale alla capitale Randgriz e che è caduto in mano all'Impero. Quando alcuni membri della squadra si lamentano della presenza di Isara a causa della sua etnia Darcsen, Welkin propone loro una scommessa: se la Squadra 7 sarà in grado di ricatturare il ponte entro due giorni, dovranno accettare il comando di Welkin e la presenza di Isara. Il giorno seguente, col favore della nebbia, l'Edelweiss attraversa il fiume e lancia un attacco di sorpresa sulla riva opposta che permette ai militari di conquistare il ponte. Dopo la battaglia la maggior parte della Squadra 7 accetta Welkin al comando, ad eccezione di Rosie che rifiuta ostinatamente la presenza di Isara.                                   |                   |         |
| 4  | 「束の間の休日」 - Tsukanoma no kyūjitsu | 25 aprile 2009    |         |
| 4  | Faldio tenta di socializzare con Alicia con scarsi risultati. Nonostante il successo della Squadra 7 nella riconquista del Vasel Bridge, il generale Georg von Damon dell'esercito regolare di Gallia rimane sospettoso della Milizia e sceglie di escludere la Squadra 7 dall'assalto ad un centro rifornimenti di vitale importanza per l'Impero, a Kolden, scatenando un forte malcontento tra la Milizia. Alicia è preoccupata dal fatto che Welkin abbia accettato l'ordine del generale senza protestare, alché Faldio ne approfitta per incoraggiarla ad avere più fiducia nelle scelte di Welkin. Damon è sconfitto dalle truppe imperiali del generale Berthold Gregor dell'Impero e la Squadra 7 riceve quindi l'ordine di attaccare Kloden con il supporto della Squadra 1 di Faldio. |                   |         |
| 5  | 「クローデン奇襲戦」 - Kurōden kishūsen | 2 maggio 2009     |         |
| 5  | Welkin e la Squadra 7 si coalizzano con Faldio e la Squadra 1 per attaccare la base di Kloden, ben difesa dal generale Gregor. Quando Rosie scopre un sentiero nascosto che conduce a Kloden, Welkin propone di distrarre le truppe imperiali tramite un attacco frontale con l'Edelweiss e la Squadra 7, guidata da Rosie e Largo Potter, mentre Alicia, Faldio e la Squadra 1 si introducono nella base attraverso il sentiero. Durante l'avanzata Alicia è ferita da un proiettile, ma Faldio riesce a portarla al sicuro. La ragazza però si riprende rapidamente dal dolore e torna a combattere. L'attacco dell'esercito di Gallia piega le difese imperiali e Radi Jaeger giunge con dei rinforzi per permettere ad un riluttante Gregor di fuggire. La Milizia cattura dunque la base, mentre Welkin deve convincere Faldio ad accontentarsi della vittoria e a non inseguire gli imperiali in ritirata. |                   |         |
| 6  | 「従軍記者, 奮闘す!」 - Jūgun kisha, funtō su! | 9 maggio 2009     |         |
| 6  | La corrispondente di guerra Irene Ellet giunge ad intervistare Welkin per il suo programma radiofonico su Radio GBS. Alicia è preoccupata che il giovane, a causa della sua leggerezza e ingenuità, possa finire per dire cose che vadano a screditare la Milizia; interferisce quindi con l'intervista e ha ripetuti diverbi con Irene. Non essendo in grado di raccogliere informazioni utili dalla squadra di Welkin, Irene riesce ad intrappolarlo nel bagno degli uomini, generando una situazione di equivoco quando nella stanza si precipita anche Alicia. In seguito la Squadra 7 festeggia con un barbecue, organizzato da Irene, ma si genera una zuffa tra le squadre 1 e 7, fino a quando tutto si ricompone in letizia e amicizia collettiva. Irene riesce infine ad avere la sua intervista e, con grande soddisfazione di Alicia, l'articolo della giornalista trasmesso dalla radio elogia la Squadra 7. |                   |         |
| 7  | 「ダルクスの災厄」 - Darukusu no saiyaku | 14 maggio 2009    |         |
| 7  | Nel tentativo di sminuire i recenti successi della Milizia a confronto con le difficoltà dell'esercito regolare, il generale Damon incarica la Milizia di recarsi nel Barious Desert, incurante delle proteste del capitano Eleanor Varrot. Welkin e Faldio discutono della Catastrofe Darcsen e si interrogano se qualcuna delle leggende fiorite attorno all'evento rispecchiano realmente ciò che è accaduto. I due ufficiali si recano a visitare le Valkyria Ruins insieme ad Alicia, Ramal e Isara, ma il loro fuoristrada ha un guasto meccanico. Welkin, Faldio e Alicia continuano dunque a piedi, mentre Isara e Ramal rimangono indietro a riparare il mezzo. Intanto anche il principe Maximillian e Selvaria Bles dell'Impero si trovano nelle rovine e i cinque finiscono inevitabilmente per incrociarsi. |                   |         |
| 8  | 「紐解かれる歴史」 - Himotokareru rekishi | 23 maggio 2009    |         |
| 8  | Faldio accusa gli imperiali di aver sconfinato in territorio galliano, alché Maximillian risponde che le rovine appartengono in realtà alle Valkyrie, in particolare a Selvaria. Quando Maximillian tenta di allontanarsi, Alicia lo minaccia con una pistola, ma Selvaria è in grado di deflettere il colpo con la sua spada. Finite le riparazioni Isara e Ramal raggiungono le rovine, proprio mentre un colpo di artiglieria colpisce l'edificio e lo fa crollare, intrappolando al suo interno Welkin, Faldio e Alicia. Altrove, le forze imperiali al comando di Gregor occupano la città mineraria di Fouzen e giustiziano il generale dell'esercito di Gallia sconfitto, ma Gregor si dichiara insoddisfatto dalla vittoria, perché avrebbe voluto combattere contro l'Edelweiss invece che contro l'incompetente esercito regolare. Separato dagli altri due, Welkin riesce ad uscire dalle macerie grazie all'aiuto di Isara e Ramal. Intanto, in attesa di soccorsi, Faldio racconta ad Alicia qualcosa sul passato di Welkin. Infine i due sentono la voce di Welkin provenire dall'esterno e, grazie ad un'intuizione di Welkin, riescono a fuoriuscire dalle rovine.                                |                   |         |
| 9  | 「蒼き魔女」 - Aoki majo | 30 maggio 2009    |         |
| 9  | Il comando centrale imperiale assegna tre sotto-ufficiali come assistenti ai generali. Karl Oswald è intimidito dall'atteggiamento freddo riservatogli dal suo nuovo superiore, Selvaria. Intanto il principe Maximillian è chiamato a presentarsi davanti al parlamento imperiale. Percependo una trappola dietro al richiamo del principe e il contemporaneo insediamento degli assistenti, Jaeger suggerisce a Selvaria di agire secondo il suo istinto, tuttavia il tentativo della donna di seguire Maximillian è frustrato da Karl che la invita ad osservare il regolamento. Assolto il suo compito di separare Selvaria da Maximillian, Karl diviene il bersaglio di un assassino inviato dalla capitale. L'uomo viene però salvato da Selvaria e, per dimostrarle la sua gratitudine, le racconta la verità sul piano in atto e aiuta lei e Jaeger a raggiungere il principe. Maximillian viene dunque salvato da una serie di attentati, orditi da suo fratello maggiore, il principe ereditario. Karl ottiene infine il riconoscimento di Selvaria ad operare in qualià di suo assistente. |                   |         |
| 10 | 「吹雪の夜」 - Fubuki no yoru | 6 giugno 2009     |         |
| 10 | Welkin e Alicia effettuano un'ampia ricognizione in territorio nemico, ma sono contretti a cercare riparo in una capanna abbandonata allo scatenarsi di una bufera di neve. Nella notte un soldato imperiale raggiunge la capanna e minaccia di usare una granata per costringerli alla resa. Alicia tuttavia lo convince a riporre le armi per permetterle di curare le sue ferite. Il soldato racconta quindi di essere entrato nell'esercito in cerca di una vita migliore, ma disgustato dall'ambiente, era stato ferito dai suoi commilitoni nel tentativo di disertare. Commosso dalla pietà di Alicia, il soldato reinserisce la sicura nella granata e, prima di morire, rivela loro il suo nome, Mikhail Weber. Dopo aver seppellito l'uomo, Welkin e Alicia si ricongiungono con la Squadra 7. |                   |         |
| 11 | 「招かれざる客達」 - Manekarezaru kyaku-tachi | 13 giugno 2009    |         |
| 11 | Welkin e Faldio, insieme ad Alicia, Ramal e Isara, sono invitati a partecipare ad una cerimonia di premiazione presso il Palazzo Reale a Randgriz. Selvaria e Jaeger, intanto, si introducono alla cerimonia travestiti da una ricca coppia di turisti. Durante il banchetto, Welkin e Faldio ricevono degli encomi ufficiali dalla principessa Cordelia gi Randgriz per i loro successi a Vasel e a Kloden. Alicia, scoperta la presenza degli imperiali all'evento, avverte i due, ma poco dopo la principessa viene rapita. Alicia si imbatte casualmente nei rapitori, ma viene tramortita e sequestrata a sua volta. In seguito si scopre che il rapimento è stato architettato a fini politici dal primo ministro Maurits von Borg, con la cooperazione dell'ambasciata federale. |                   |         |
| 12 | 「さらわれた姫君」 - Sarawareta himegimi | 20 giugno 2009    |         |
| 12 | Faldio accusa Selvaria, Karl e Jaeger di essere i responsabili del sequestro, ma in seguito il gruppo si rende conto che solo i traditori galliani e la Federazione Atlantica trarrebbero vantaggio dal rapimento. Welkin propone quindi una collaborazione con gli ufficiali imperiali per salvare Cordelia e Alicia prima che raggiungano il territorio della Federazione Atlantica, e il loro piano ha successo. Irene scopre che la scomparsa della principessa Cordelia è stata ordita da Borg e dall'ambasciatore federale Townsend. Di nuovo a palazzo, Cordelia, ancora ignara del tradimento del suo primo ministro, organizza un incontro segreto con Faldio, Welkin e Borg e ordina loro di tacere il suo sequestro ai media galliani. Irene intanto avverte Alicia, Isara e Ramal che è in atto una cospirazione ben maggiore. |                   |         |
| 13 | 「戦慄の移動要塞」 - Senritsu no idō yōsai | 27 giugno 2009    |         |
| 13 | Il generale Damon, irritato dalla crescente popolarità della Milizia presso i cittadini e dai suoi recenti successi militari, richiede l'impiego della Milizia a Fouzen. Mentre alcuni dei loro carri armati attaccano la città come diversivo, Welkin e Faldio si introducono con i loro uomini in borghese all'interno delle mura, per prendere contatto con un gruppo di ribelli Darcsen guidato da Zaka. Rosie ha problemi ad accettare la presenza dei Darcsen a causa di un suo dramma familiare, alché Zaka le rivela che lui e i suoi compagni sono ormai abituati ad essere discriminati. Welkin, Faldio e Zaka iniziano quindi i preparativi per distruggere il treno blindato del generale Gregor, conosciuto con il nome di "Equus", e al tempo stesso attaccare il quartier generale locale dell'Impero e l'adiacente campo di concentramento Darcsen. |                   |         |
| 14 | 「ファウゼンの選択」 - Fauzen no sentaku | 4 luglio 2009     |         |
| 14 | Le truppe di Welkin e Faldio, unite alla resistenza Darcsen, guidata da Zaka, assalgono le postazioni imperiali a Fouzen. Nonostante i successi iniziali e la liberazione dei prigionieri Darcsen; Gregor, Equus, i soldati e i carri armati superstiti sono in grado di riprendersi e di contrattaccare. Quando Equus viene leggermente danneggiato da un esplosivo piazzato sulle rotaie, Gregor intima un ultimatum all'esercito di Gallia: di ritirarsi da Fouzen o aprirà il fuoco di Equus sui civili Darcsen. Welkin è indeciso sul da farsi, mentre Faldio ordina di proseguire l'attacco, che causa l'impiego di Equus sui Darcsen. Isara e Ramal, che sono riusciti ad impossessarsi di un carro armato imperiale, attaccano il macchinario e riescono a distruggerlo, uccidendo al tempo stesso Gregor e mettendo fine alla battaglia. Il successo dell'operazione per la liberazione di Fouzen è però mitigato dalla morte dei molti civili Darcsen. L'evento traumatizza Rosie, che inizia a ricordare il trauma della morte dei suoi genitori, avvenuto quando era ancora una bambina. |                   |         |
| 15 | 「歌姫の過去」 - Utahime no kako | 11 luglio 2009    |         |
| 15 | Il capitano Varrot suggerisce ai caposquadra della Milizia di prendersi un periodo di riposo dopo l'operazione Fouzen, per recuperare il morale. Quando la Squadra 7 chiede a Rosie di rappresentarli alla gara di talenti, la donna si rifiuta di farlo se Isara sarà presente. Più tardi Rosie incontra Isara e le spiega che il suo risentimento nei confronti dei Darcsen deriva dal fatto che i suoi genitori sono stati uccisi da guerriglieri Darcsen durante la prima guerra europea. I guerrieri avevano cercato rifugio presso la loro abitazione per nascondersi dai soldati imperiali, ma accusarono i coniugi di aver rivelato la loro posizione all'Impero e di averli così traditi. Isara accetta di rinunciare ai festeggiamenti se Rosie canterà alla gara di talenti. Alla fine Faldio ordina a Isara di accompagnarlo all'evento, ma Rosie si esibisce ugualmente cantando. Dopo il concerto Faldio dichiara il suo amore ad Alicia. |                   |         |
| 16 | 「語れなかった思い」 - Katarenakatta omoi | 18 luglio 2009    |         |
| 16 | Dopo la sconfitta di Fouzen, gli imperiali si rendono conto che la guerra sta volgendo a loro sfavore e che se non riacquisteranno slancio saranno espulsi dalla Gallia. Maximillian ha un piano, ma non ne rivela ancora i dettagli a Jaeger. Nel frattempo in Gallia, la Milizia è allertata da strani movimenti delle truppe imperiali. Al campo, Largo nota la tensione amorosa tra Welkin e Alicia e suggerisce al comandante di non ripetere i suoi stessi errori, quando, da giovane, era finito in un triangolo amoroso con Elaine Varrot e un suo amico. La sera Alicia racconta a Welkin della dichiarazione d'amore di Faldio e gli chiede che cosa provi effettivamente per lei e che cosa debba fare. Welkin le risponde che non vuole essere coinvolto, per evitare di ferire il suo amico Faldio. |                   |         |
| 17 | 「精霊節の贈り物」 - Seireisetsu no okurimono | 25 luglio 2009    |         |
| 17 | La Milizia riceve ordine di attaccare la fortificazione imperiale presso Mulberry Coast. Tuttavia, a causa delle accidentalità del terreno, l'unica direzione di attacco possibile è lungo la linea di costa, completamente esposta al fuoco nemico. Inoltre l'attacco è pianificato per lo stesso giorno di un'importante festa religiosa galliana, che tutti i cittadini, inclusi i militari, festeggiano. la Squadra 7 riesce comunque a onorare la festa con uno scambio di doni. Isara regala a Rosie una bambola portafortuna, che la donna accetta. In seguito Isara riesce ad installare dei serbatoi di nebbia artificiale sull'Edelweiss per dare una possibilità di vittoria alla squadra. Durante l'attacco, la cortina fumogena oscura la vista ai difensori e permette alla Squadra 7 di rompere le difese della fortificazione. Incoraggiati dal successo della Milizia, le truppe regolari intervengono e costringono gli imperiali a ritirarsi. Durante l'attacco Rosie evita un cecchino grazie al portafortuna di Isara e il suo atteggiamento nei confronti della ragazza si fanno più amichevoli. Tuttavia, mentre le due conversano, Isara viene colpita e uccisa da un cecchino imperiale. |                   |         |
| 18 | 「八月の雨」 - Hachigatsu no ame | 1º agosto 2009    |         |
| 18 | Welkin e la Squadra 7 rendono omaggio ad Isara al suo funerale. Per il suo ruolo nella vittoria di Mulberry Coast l'esercito galliano le assegna il grado di sergente maestro. Welkin ordina alla sua squadra di guardare avanti e di concentrarsi sulla guerra nonostante il loro dolore; parole che vengono male interpretate da Ramal, che accusa il comandante di non preoccuparsi per la morte della sorella, mentre Rosie non riesce a superare il peso di non aver potuto aiutare Isara. Dopo che il generale Damon richiede a Welkin di rivelargli i dettagli sulla costruzione dei serbatoi di nebbia entro tre giorni, il resto della Squadra 7, infuriata dal comportamento dell'uomo, medita di tendergli un'imboscata. Alicia scopre il piano dei suoi compagni, ma non è in grado di smuoverli dal loro proposito e si allontana quindi per avvertire Welkin. Faldio riesce infine a convincerli a desistere, affermando che il miglior modo per umiliare quelli come Damon è vincendo le battaglie e liberando la Gallia. In seguito Faldio affronta Welkin sulla sua incapacità di superare la morte di Isara e sui sentimenti di Alicia.                                                         |                   |         |
| 19 | 「涙」 - Namida | 8 agosto 2009     |         |
| 19 | Welkin e Alicia si immergono a capofitto nel lavoro per non dover affrontare la questione del loro rapporto. Il capitano Verrot informa Welkin che, nel tentativo di migliorare il morale della Squadra 7, il loro reparto è stato assegnato alla ricattura di Bruhl, la città natale di Welkin, Alicia e di altri del gruppo. Zaka entra nella squadra come nuovo pilota dell'Edelweiss. Dopo aver svolto qualche ricerca e con l'aiuto di qualche indizio raccolto in precedenza, Faldio si convince che Alicia è una Valkyria. La Squadra 7 assale Bruhl e costringe rapidamente la guarnigione imperiale alla resa, liberando la città. In seguito Alicia trova Welkin solo nella sua vecchia casa e il ragazzo le rivela che la morte di Isara l'ha tormentato fino ad ora. |                   |         |
| 20 | 「愛しき人」 - Itoshiki hito | 15 agosto 2009    |         |
| 20 | Maximillian informa i suoi generali che l'imperatore intende rimuoverlo dal comando della forza d'invasione entro un mese, per cui decide di sfruttare il tempo che ancora gli rimane per mobilitare tutte le sue forze e costringere l'esercito di Gallia ad affrontare una battaglia decisiva ai Naggiar Plains. Alla guida del suo imponente carro armato personale, il Batomys, il principe attua quindi la sua offensiva. Prediligendo l'esercito regolare, Damon schiera la Squadra 7 come supporto e lontano dal fronte. La principessa Cordelia raggiunge di persona il campo di battaglia con in mano uno scudo di Ragnite e una lancia; la sua presenza ispira le truppe galliane, che riescono ad arrestare l'avanzata nemica. Maximillian ordina quindi a Selvaria di scendere in campo e la donna riesce da sola a distruggere l'intera prima linea galliana, inclusa la maggior parte della Squadra 1. Faldio rimane come unico sopravvissuto grazie al sacrificio di Ramal. Alicia cerca di consolare l'uomo, ma lui le spara a bruciapelo. |                   |         |
| 21 | 「はかなき絆」 - Hakanaki kizuna | 22 agosto 2009    |         |
| 21 | Guidati da Selvaria, gli imperiali proseguono il loro attacco, senza che neanche la Squadra 7 sia in grado di fronteggiarli. Nel frattempo, al campo, un disperato Faldio prende in ostaggio Cordelia e si appropria dello scudo di Ragnite e della lancia. Egli rivela alla principessa la natura di Valkyria di Alicia e di averla ferita per portarla in punto di morte — secondo le sue ricerche l'unico modo per risvegliare lo stato di Valkyria sopito. Solo udendo il disperato appello alla ritirata trasmesso da Welkin alla radio, però, Alicia si risveglia. Con lo scudo e la lancia di Cordelia, affronta quindi Selvaria sul campo di battaglia. Alicia sconfigge l'avversaria e comincia ad attaccare le truppe imperiali, distruggendo anche il Batomys. Sorpreso dalla comparsa di una Valkyria dalla parte dei galliani, Jaeger ordina la ritirata. Selvaria intanto libera Maximillian dalla carcassa del Batomys e si dilegua. Mentre i galliani celebrano la vittoria inaspettata, Welkin afferra Alicia mentre, esausta, sviene. |                   |         |
| 22 | 「とまどい」 - Tomadoi | 29 agosto 2009    |         |
| 22 | Nel mentre si riprende dalle fatiche Alicia viene tenuta isolata dalla Squadra 7; il generale Damon medita di trasferirla alle truppe regolari e sfruttare i suoi poteri di Valkyria per la sua gloria personale. Welkin chiede spiegazioni a Faldio per aver sparato ad Alicia e l'uomo si discolpa affermando che era l'unico per evitare la sconfitta della Gallia. Nel frattempo Maximillian è ancora determinato a portare avanti l'invasione, nonostante la disfatta di Naggiar, e rivela di avere ancora un asso nella manica, un potente veicolo corazzato chiamato Marmotah. Al campo dell'esercito galliano i membri della Squadra 7 sono incerti su come accogliere la notizia della vera natura di Alicia. Fuggita dal suo isolamento e raggiunta la sua squadra, Alicia ascolta inavvertitamente i discorsi dei compagni. Nel corso della confusione e delle incomprensioni che seguono, Alicia fugge, cominciando a dubitare del suo posto all'interno della squadra. Confusa, la ragazza accetta il trasferimento alle truppe regolari, nonostante le suppliche di Welkin di ripensarci. |                   |         |
| 23 | 「愛のかたち」 - Ai no katachi | 5 settembre 2009  |         |
| 23 | Con Alicia dalla loro parte, le truppe regolari riportano numerose vittorie, costringendo gli imperiali a ripiegare sulla loro ultima roccaforte in Gallia, il Ghirlandaio. Sapendo che una sua eventuale sconfitta verrebbe sfruttata dall'imperatore e dal principe ereditario, Maximillian si autoproclama imperatore di una sua nazione personale. Selvaria è ancora turbata per la sconfitta riportata a Naggiar, ma nutre ancora una fede cieca in Maximillian. Nel frattempo, al campo galliano, Welkin e la Squadra 7 cercano di mettersi in contatto con Alicia, ma l'intervento dell'esercito dà luogo ad una rissa. Cordelia perdona Faldio per il suo comportamento a Naggiar e poi accoglie la richiesta di Alicia di proteggere la Squadra 7 e Faldio fino alla fine del conflitto. Per fare ciò ordina che la Squadra 7 sia assegnata come sua guardia personale. Alicia e l'esercito galliano si dirigono verso il Ghirlandaio per affrontare Selvaria e gli imperiali. |                   |         |
| 24 | 「決意」 - Ketsui | 12 settembre 2009 |         |
| 24 | Alicia e Selvaria si affrontano in un duello finale; mentre combattono si ricordano di essersi già viste al laboratorio imperiale dove erano tenute da bambine. Selvaria, considerata la più potente, era rimasta al laboratorio, mentre Alicia e il resto degli infanti erano stati assegnati a delle famiglie adottive. In seguito però Selvaria era riuscita a fuggire e venne accolta da Maximillian. Durante lo scontro Selvaria sembra avere la meglio su Alicia, ma la ragazza si accorge improvvisamente di avere qualcosa di prezioso per cui combattere, la Squadra 7 e Welkin; con forza rinnovata, quindi, Alicia contrattacca e sconfigge Selvaria con un singolo colpo. La Valkyria si rende conto che, sconfitta, non è di nessuna utilità a Maximillian e si sacrifica per creare un'enorme esplosione che spazza via l'esercito galliano e il generale Damon. Intanto Maximillian cerca di negoziare un trattato di pace con Cordelia, che prevede un matrimonio tra i due. Il principe mira ad avere accesso alla discendenza delle Valkyrie, ma la principessa gli rivela di essere in realtà una Darcsen e Maximillian, scioccato, decide di attaccare Randgriz con il Marmotah.              |                   |         |
| 25 | 「護るべきもの」 - Mamorubeki mono | 19 settembre 2009 |         |
| 25 | Le forze galliane ed imperiali si affrontano per le strade di Randgriz. Maximillian riesce ad appropriarsi della Lancia Sacra delle Valkyrie, una potente arma di Ragnite che era tenuta nascosta all'interno del palazzo reale, e la equipaggia come cannone principale al Marmotah. Dopo aver dimostrato la forza della lancia demolendo una collina, Maximillian ordina ai galliani di arrendersi. Jaeger inizia ad essere spaventato dalla brama di potere del principe dopo che Maximillian gli rivela di aver ucciso Karl perché si era messo sulla sua strada e minaccia di riservargli lo stesso trattamento nel caso in cui si dovesse dimostrare sleale. Il Marmotah apre il fuoco, ma Alicia blocca il colpo. Indebolita dalla precedente battaglia contro Silvaria, la Valkyria sviene dopo aver intercettato un secondo attacco e viene catturata dagli imperiali. Jaeger afferma di non voler più servire Maximillian, il quale gli spara. Welkin, Faldio e la Squadra 7 assaltano il Marmotah nel tentativo di salvare Alicia. |                   |         |
| 26 | 「決戦」 - Kessen | 26 settembre 2009 |         |
| 26 | Dentro al Marmotah la Squadra 7 affronta gli imperiali dando modo a Welkin e Faldio di cercare Alicia. Faldio viene ferito per proteggere Welkin e si sacrifica facendosi esplodere con una granata. Welkin trova Alicia, ma viene attaccato da Maximillian con l'Artificial Valkyrian System. Il principe libera poi Alicia e sfida i due ad uno scontro per dimostrare la superiorità della sua arma. Riacquistata la sua forza, Alicia sprigiona il suo fuoco di Valkyria, che sovraccarica il sistema e ferisce Maximillian, causando il collasso del Marmotah. Alicia chiede a Welkin di lasciarla indietro perché sente di non riuscire più a controllare il fuoco di Valkyria, ma il ragazzo la bacia estinguendo le fiamme. Dopo la battaglia, l'Impero e la Gallia firmano un armistizio, mettendo fine alla guerra. La principessa Cordelia viene acclamata dalla folla durante la sua incoronazione ad arciduchessa, senza che la sua etnia Darcsen causi pregiudizi. Con lo scioglimento della Milizia, i membri della Squadra 7 prendono strade separate. Welkin e Alicia ritornano a Bruhl e promettono di vivere onorando il ricordo di coloro che sono morti nella guerra.                        |                   |         |